# Cnidium cnidiifolium
Cnidium cnidiifolium là một loài thực vật có hoa trong họ Hoa tán. Loài này được (Turcz.) Schischk. mô tả khoa học đầu tiên năm 1950.